# 克魯爾-布西症候群
克魯爾-布西症候群（Klüver–Bucy syndrome），又稱為雙側顳葉切除症候群，指顳葉、杏仁体受損所導致的特殊行為，最典型的症狀為把任何看得到的東西塞進嘴裡，或是對任何生物做愛。
這個名詞源於芝加哥大學的克魯爾（Heinrich Klüver）和布西（Paul Bucy）所做的一項猴子實驗。他們把猴子的顳葉切除後發現，猴子仍然會表達許多情感現象，但卻是對不適當的刺激和對象。

## 外部連結
- Anatomic Basis of Klüver-Bucy Syndrome（页面存档备份，存于）
- Monkeys With Amygdala Lesions（页面存档备份，存于）
- NINDS Klüver-Bucy Syndrome Information Page